# Transat 6.50
La Transat 6.50, también llamada Mini Transat, es una regata trasatlántica en solitario para veleros de la clase Mini, de 6.50 metros de eslora. El origen de la regata, y de la clase Mini, se debe al británico Bob Salmon, en 1977. 

## Historia
Durante los años 1970 hubo una carrera de esloras en las regatas transoceánicas, llegando a participar en la Observer Single-handed Trans-Atlantic Race (OSTAR) un barco de casi setenta metros de eslora y cuatro palos -el Club Mediterranee de Alain Colas, que finalizó quinto-. Estos grandes barcos, muy veloces, suponían grandísimas inversiones que imposibilitaban participar con presupuesto privado.
Bob Salmon buscaba democratizar la vela. Sabía que aún quedaban navegantes que soñaban con someterse a una prueba como la travesía del océano Atlántico en barcos de eslora reducida y nimio presupuesto. A esta regata, la actual Mini Transat, se le llegó a llamar la "transat de los pobres".
La primera Mini Transat 6.50, entonces conocida como 6.5 singlehanded race, que partió del Penzance Sailing Club, tuvo gran éxito cuando fue anunciada. Inicialmente, se limitó a 55 el número de barcos inscritos. Salmon creyó buena idea internacionalizar la competición y aumentó el cupo a 58 barcos, entre los que se encontraba un participante español, el santanderino Guillermo "Willy" López-Alonso, a bordo del "Cañamin".
Para que los participantes cumplieran con las dos ideas troncales de la regata (bajo presupuesto y barcos pequeños), Salmon confeccionó unas instrucciones de regata que pueden resumirse en:
1. El barco no puede tener más de 6.5 metros de eslora.
2. No puede existir a bordo ningún tipo de ayuda mecánica (motor, generador, etc).
3. En el barco sólo pueden llevarse cinco velas, entre las cuales debe haber obligatoriamente un tormentín, quedando las otras cuatro a elección del navegante. Ninguna de las velas puede reemplazarse en Tenerife.
4. El tramo Penzance - Tenerife tiene carácter obligatorio, pero no es puntuable para la regata. Durante ese tramo, los competidores pueden entrar en cualquier puerto a descansar y reparar, sin ninguna penalización.
5. La salida de la regata se sitúa en las inmediaciones de Santa Cruz de Tenerife, desde donde parten los participantes en regata sin handicap. El primero en cruzar la línea de meta será el ganador.

Hasta 1993, el único instrumento de ayuda a la navegación permitido era el sextante. A partir de ese año, como medida de seguridad se permitió usar el GPS. Como equipo de comunicaciones sólo se permite llevar una radio VHF, con un alcance máximo de unos 50 kilómetros. Los navegantes no pueden tener ningún contacto con tierra ni solicitar asistencia, bajo amenaza de descalificación.
La evolución de los barcos ha sido espectacular. Hoy se dividen en dos categorías: por un lado están los prototipos, verdaderos laboratorios de tecnología náutica donde se prueban nuevas tecnologías aplicadas posteriormente en barcos de alta competición (fue en los "minis" donde se probaron por primera vez las quillas pendulares). El diseño de los prototipos es libre, siempre que se mantengan dentro de las normas. Por otro lado, están los llamados barcos de producción o serie. Son más económicos y permiten introducirse en la clase. Para que un barco pueda considerarse de serie, deben haberse construido un mínimo de 10 unidades. 
Sin duda, la Transat es una de las regatas más duras a las que puede enfrentarse un navegante. Exige altas dosis de autocontrol y una excelente preparación física. El primer ganador fue Daniel Gillard, con un pequeño Serpentaire de serie llamado Petit Dauphin.

## Clase Mini
La clase Mini es una verdadera escuela de navegación, donde el regatista debe ser polivalente y autónomo, de forma que haga avanzar su barco a pesar de las múltiples dificultades. Los nombres más grandes de la vela contemporánea han sido regatistas de la Transat 6.50: Karen Lebovici, Gilles Chiorri, Alex Pella, Jean-Luc Van Den Heede, Yves Parlier, Laurent Bourgnon, Isabelle Autissier, Ellen MacArthur, entre otros, han participado en la Mini Transat.
En la edición del año 2009, por primera vez una mujer española, Anna Corbella, participa y consigue acabar la regata, realizando una muy buena actuación en su primera participación y siendo también el primer barco español clasificado.

## Palmarés
- 1977: Daniel Gilard 38d 11h 10' Penzance / Tenerife / Antigua
- 1979: Norton Smith 32d 08h 10' Penzance / Tenerife / Antigua
- 1981: Jacques Peignon 32d 20h 22' Penzance / Tenerife / Antigua
- 1983: Stéphane Poughon 31d 14h 45' Penzance / Tenerife / Antigua
- 1985: Yves Parlier 31d 20h 36' Brest / Tenerife / Pointe-à-Pitre
- 1987: Gilles Chiorri 30d 06h 41' Concarneau / Tenerife / Fort-de-France
- 1989: Philippe Vicariot 28d 07h 33' Concarneau / Tenerife / Fort-de-France
- 1991: Damien Grimont 29d 04h 37' Douarnenez / Tenerife / Fort-de-France
- 1993: Thierry Dubois Brest / Funchal (Madeira) / Saint-Martin (Antillas)
- 1995: Yvan Bourgnon 27d 07h 21' Brest / Funchal (Madère) / Fort-de-France
- 1997: Sébastien Magnen 38d 11h Brest / Tenerife / Saint-Martin (Antilles)
- 1999: Sébastien Magnen 24d 15h Concarneau / Puerto Calero (Lanzarote) / Basse-Terre
- 2001: Yannick Bestaven 30d Fort Boyard / Puerto Calero (Canarias) / Salvador de Bahía
- 2003: Armel Tripon 24d 15h Fort Boyard / Puerto Calero (Canarias) / Salvador de Bahía
- 2005: Corentin Douguet 24d 21h 36' Fort Boyard / Puerto Calero (Canarias) / Salvador de Bahía
- 2007: Yves le Blevec 17 d 6 h 36' Fort Boyard / Madeira(Madeira) / Salvador de Bahía
- 2009: Thomas Ruyant 24d 23h 38m 30s Fort Boyard / Madeira(Madeira) / Salvador de Bahía